# Gröbming
Gröbming osztrák mezőváros Stájerország Liezeni járásában. 2017 januárjában 2895 lakosa volt. A település a Gröbmingi kirendeltség (járás alatti közigazgatási egység; az utolsó ilyen Ausztriában) központja. Gröbming a Világörökséghez tartozó Hallstatt–dachsteini kultúrtáj része.

## Elhelyezkedése

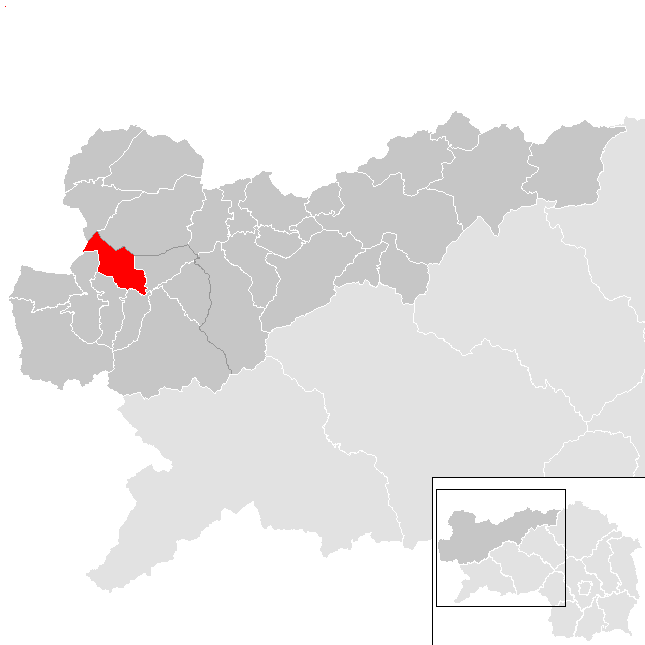
Gröbming a Liezeni járásban

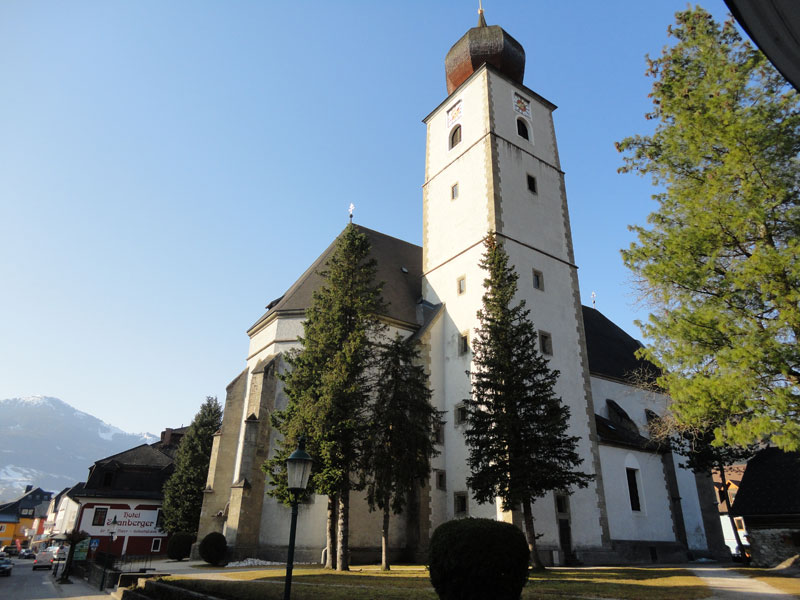
A Mária mennybemenetele-plébániatemplom

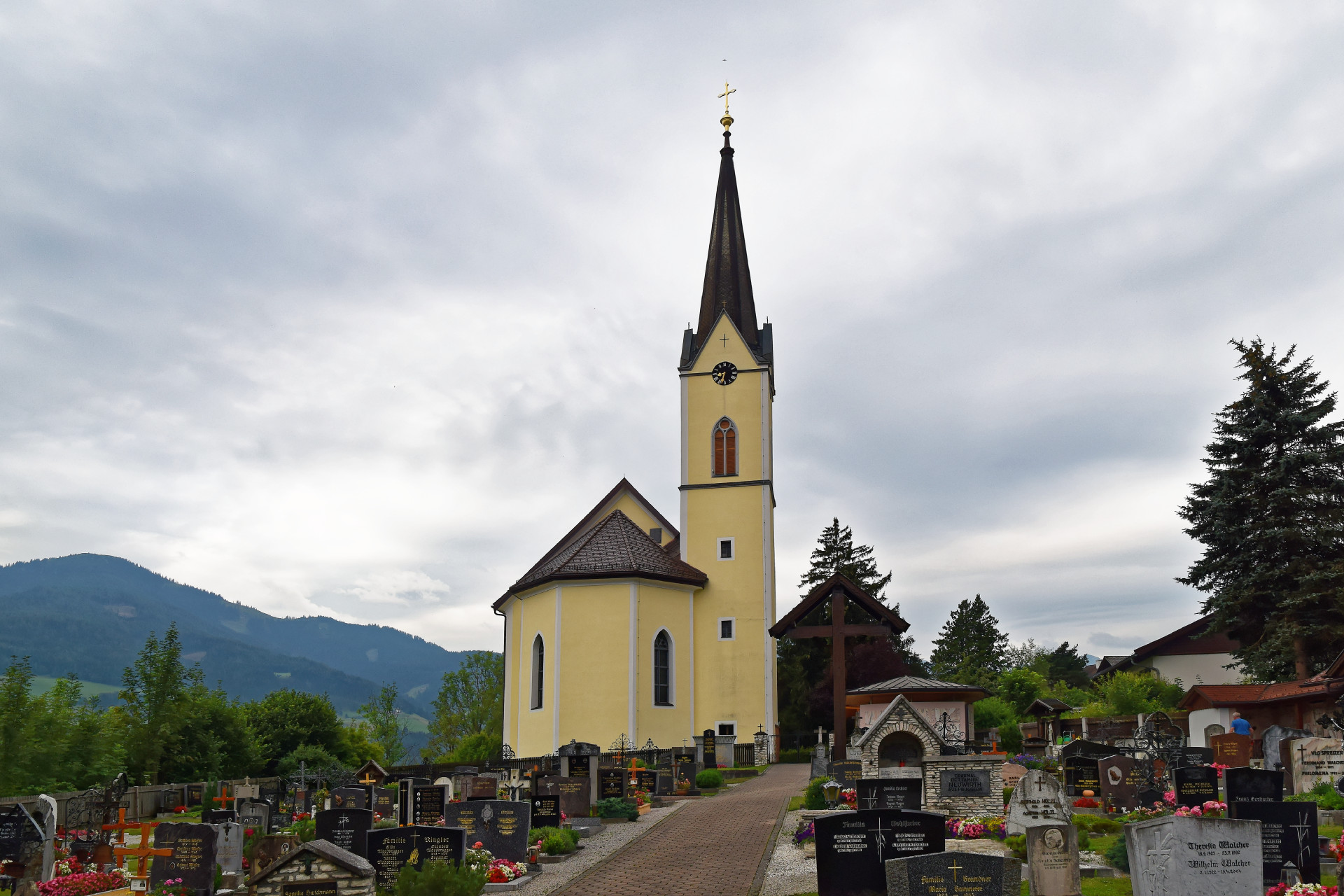
Az evangélikus templom

Gröbming Felső-Stájerország északnyugati részén fekszik, az Enns folyótól északra található kis fennsíkon, a Gröbmingbach mentén. Észak felől a Dachstein tömbjének délkeleti része, a Kemet-hegység határolja. Területe a Gröbmingbach mentén behatol a Dachstein-fennsíkra és érintkezik Felső-Ausztriával. Az önkormányzathoz formálisan csak egy település tartozik, amelynek azonban vannak különálló faluként is értelmezhető városrészei: Hofmanning, Weyern és Winkl. 
A környező önkormányzatok: északra Bad Aussee, északkeletre Bad Mitterndorf, keletre Mitterberg-Sankt Martin, délre Michaelerberg-Pruggern, délnyugatra Aich, nyugatra Haus, északnyugatra Obertraun (Felső-Ausztria).

## Története
A terület a rómaiak idejében már lakott volt; erről tanúskodik a katolikus templomban látható faragott kő. A népvándorlás végén szlávok telepedtek meg, majd miután a Frank Birodalom kiterjesztette rájuk fennhatóságát, bajor telepesek érkeztek. Az első, névről ismert tanyák (Eibenthaler, Schörkmayr stb.) a 11. században jelentek meg. Gröbming jókora, késő gótikus templomát 1500-ban szentelték fel. Gótikus szárnyasoltára a legnagyobb a tartományban. A reformáció idején a lakosság nagy része protestánssá vált. 
Az 1848-as bécsi polgári forradalom és ezt követően a feudális birtokok felszámolása után rendezték Gröbming jogállását, mert a település mezővárosi státusza addig vitatott volt. A századforduló környékén - jórészt Horstig bárónak köszönhetően - megindult a turizmus a Stoderzinken hegyén; ekkor még csak nyaranta. A híres osztrák író és költő, Peter Rosegger is meglátogatta Horstiget. 1902-ben megalakult a gröbmingi sajtüzem. A második világháború végén a mezőváros több ezer menekültet fogadott be.
1962-ben - mivel a Liezeni volt Ausztria legnagyobb területű járása - megalakították a Gröbmingi kirendeltséget (expositur), amely átvette a közigazgatási feladatok egy részét. Mára a Gröbmingi maradt az utolsó ilyen egység az országban.   

## Lakosság
A gröbmingi önkormányzat területén 2017 januárjában 2895 fő élt. A lakosságszám 1934 óta (akkor 1104 fő) egyenletesen gyarapodó tendenciát mutat. 2015-ben a helybeliek 88,7%-a volt osztrák állampolgár; a külföldiek közül 4,2% a régi (2004 előtti), 5% az új EU-tagállamokból érkezett. 1,9% a volt Jugoszlávia (Szlovénia és Horvátország nélkül) vagy Törökország, 0,2% egyéb országok polgára. 2001-ben a lakosok 70,8%-a római katolikusnak, 21,3% evangélikusnak, 1,9% mohamedánnak, 2,8% pedig felekezet nélkülinek vallotta magát. Ugyanekkor 2 magyar élt a mezővárosban.

## Látnivalók

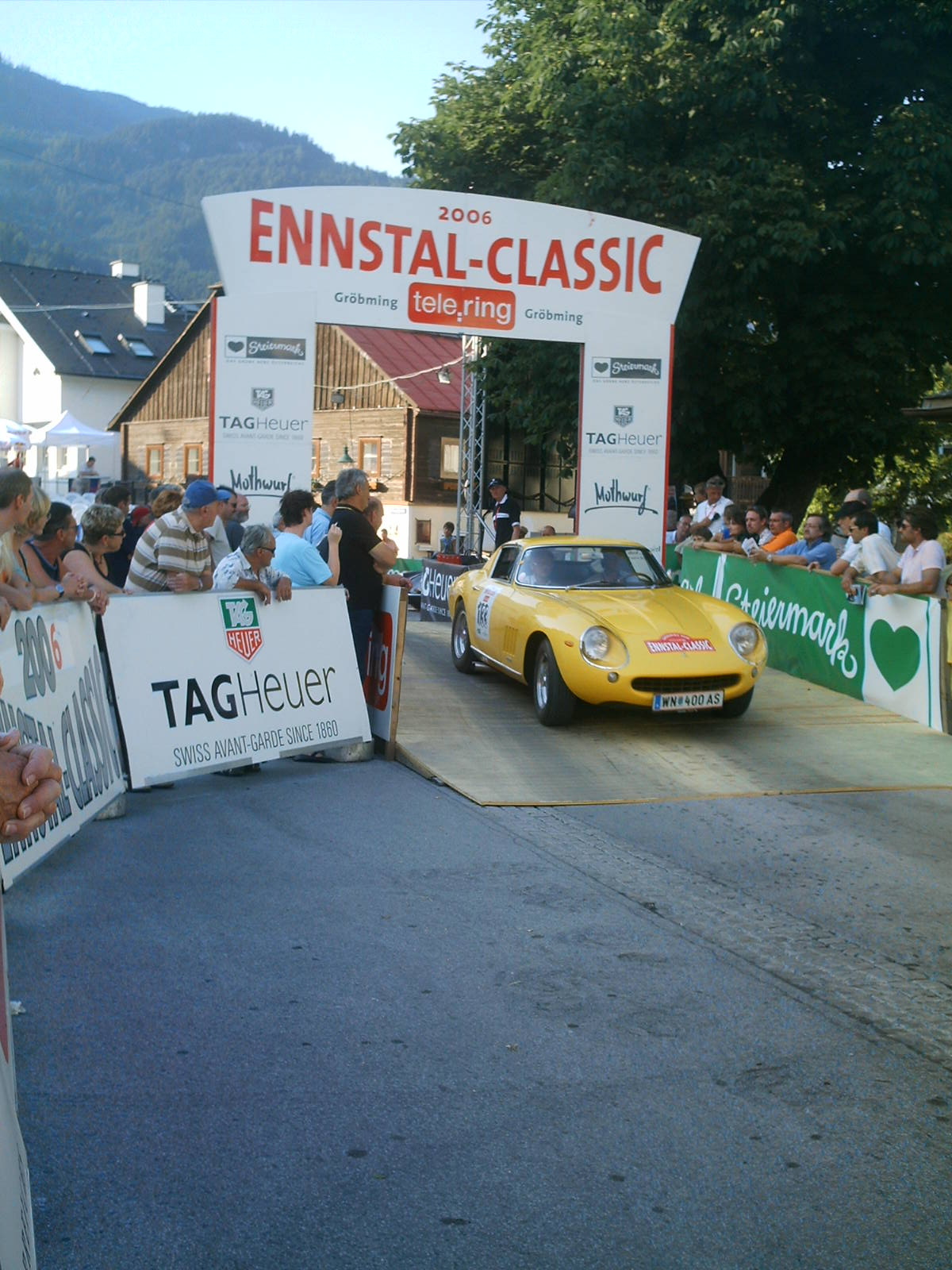
Az Ennstal Classic

- a Mária mennybemenetele-plébániatemplom gótikus szárnyasoltáráról híres
- az 1850-ben épült evangélikus templom a legrégebbi Stájerországban
- a Stoderkircherl (vagy Friedenskirche) kápolna a Stoderzinken hegyén
- a Stoderzinken Alpenstraße a tartomány legmagasabban fekvő panorámaautóútja
- a gröbmingi helytörténeti múzeum
- a nyaranta megrendezett Ennstal Classic Ausztria egyik leghíresebb oldtimer-ralija.
- a Stoderzinken síközpontja

## Híres gröbmingiek
- Rudolf Forster (1884–1968) színész

## Fordítás
- Ez a szócikk részben vagy egészben  a   Gröbming című német Wikipédia-szócikk ezen változatának fordításán alapul.  Az eredeti cikk szerkesztőit annak laptörténete sorolja fel. Ez a jelzés csupán a megfogalmazás eredetét és a szerzői jogokat jelzi, nem szolgál a cikkben szereplő információk forrásmegjelöléseként.